# TVR Cultural
TVR Cultural este un canal de cultură al televiziunii publice din România, pe care se difuzează emisiuni cu tematică culturală. A fost lansat în data de 26 aprilie 2002. Cu toate că pe parcursul anului editorial 2011, TVR Cultural și-a restrâns producția internă cu până la 30%, în favoarea creșterii calității unor formate și a economisirii unor bugete de producție, canalul a fost închis temporar în data de 15 septembrie 2012.
Pe data de 9 februarie 2022, s-a anunțat relansarea postului TVR Cultural, dar spre deosebire de TVR Info, încă nu a primit licența de la CNA, până pe data de 7 septembrie 2022 când CNA i-a aprobat licența.
TVR Cultural s-a relansat din 1 decembrie 2022.

## Raport de activitate și obiective
Pe parcursul anului editorial 2010, TVR Cultural și-a continuat trend-ul ușor ascendent înregistrat începând cu grila programelor de toamnă-iarnă a anului 2009, în pofida contextului general de recesiune și a bugetului de producție auster. Astfel, audiența medie a postului a înregistrat o valoare de 0,9 (all day, urban), față de 0,6 – cota anului precedent.  Constantele strategice ale grilelor de programe concepute și difuzate în anul 2010 s-au grupat în jurul a trei obiective: 
- compensarea „zonelor slabe” din proiectul editorial al anului 2009 (prin continuarea difuzării de piese românești, în cadrul unei stagiuni proprii de spectacole de teatru în direct, și prin conceperea și promovarea coerentă a propriilor campanii social-culturale de interes național)
- fidelizarea publicului față de brand-urile editoriale ale postului, deja create și poziționate pe piața media;
- crearea și promovarea de evenimente cu mare impact, marca TVR Cultural, care să intensifice caracterul specific al postului, de nișă tematică, culturală, integrată în misiunea serviciului public de televiziune.

Obiectivele anului 2010 fiind îndeplinite în proporție de 90%, SRTv a hotărât că în 2011 se poate opera o reducere de până la 30% a producțiilor interne, fără a reduce însă și calitatea acestora. În acest sens, s-au ordonat reluările din prima parte a zilei după modelul altor televiziuni de nișă (Mezzo, Discovery Channel) și s-a construit un acces și 
un prime time mai puternice. Totodată, s-a propus dezvoltarea campaniei „Sala de concert la tine acasă”, derulată în perioada 
1 septembrie – 30 decembrie 2011 și s-a continuat și dezvoltat propria stagiune teatrală de marți seara și de operă de miercuri seara, inițiind o nouă serie tematică definitorie - consacrată filmului documentar românesc (difuzată vineri, de la ora 22.15). Astfel, s-a considerat că, pe lângă o economisire vizibilă a bugetelor de producție, anul 2011 a asigurat difuzarea unor grile de programe mai suple, mai eficient promovate și mai coerente. „Jurnalul Cultural” a fost extins la o oră, între 21.00 - 22.00, devenind magazinul de informații culturale al zilei.

## Producții proprii
Emisiunile Redacției Literatură, Arte se adresează publicului larg cu emisiuni de cultură și preluări de concerte, festivaluri, spectacole, evenimente muzicale interne și internaționale astfel:
| - „Literatura de azi” - „Săptămâna culturală” - „Magazinul de litere” - „Profil, poveste, personaj” - „Spectacool” - „Tichia de mărgăritar” - „Al doilea sex” - „La porțile ceriului” - „Concertele TVR Cultural” - „Capodopere” - „Maestro” | - „Spectacol de operă” - „Dance Makers” - „Lumea și noi” - „Întâlniri în Europa” - „ArtMakers” - „Oul pătrat” - „Art@.ro” - „Iluminatul public”, - „Campania Premiile TVR Cultural” - „Despre documentar... și încă ceva în plus” - „Întâlnirea de vineri seara” |

## Ponderea programelor difuzate
Ponderea programelor difuzate de TVR Cultural, în număr de ore și procente din totalul emisiei, repartizate pe genuri, conform clasificării EBU, pe anul 2011:
| Gen emisiune           | Ore   | %      |
| Artă, cultură          | 1.614 | 18,43% |
| Adulți                 | 163   | 7,77%  |
| Copii                  | 34    | 0,39%  |
| Divertisment           | 195   | 2,22%  |
| Documentare            | 1.271 | 14,51% |
| Educație               | 1.024 | 11,69% |
| Evenimente, informații | 1     | 0,01%  |
| Film                   | 1.026 | 11,7%  |
| Minorități             | 350   | 4%     |
| Muzică                 | 1.171 | 13,37% |
| Promoționale           | 637   | 7,27%  |
| Publicitate            | 228   | 2,6%   |
| Religie                | 36    | 0,42%  |
| Știință                | 96    | 1,1%   |
| Știri                  | 755   | 8,62%  |
| Teleshopping           | 65    | 0,74%  |
| Altele                 | 257   | 2,94%  |

## Încetarea emisiei
La data de 27 iunie 2012, Guvernul Ponta a adoptat o ordonanță de urgență potrivit căreia Consiliul de Administrație al TVR trebuie să aprobe, în termen de 45 zile, un program de redresare economică, cu restructurări economice și de personal. Pe data de 10 august 2012, Consiliul de Administrație al TVR decide încetarea emisiei TVR Cultural, "începând din 15 septembrie 2012, de la ora 23.59, prin ordin al directorului general al SRTv, Claudiu Săftoiu" , ca parte a procesului de implementare a Programului de redresare economică a SRTv, elaborat în concordanță cu prevederile Ordonanței de urgență a Guvernului nr. 33/2012. Decizia a primit 10 voturi de susținere (Claudiu Săftoiu, Irina Radu, Claudiu Brânzan, Raico Cornea, Lucia Hossu Longin, Anne Marie Jugănaru, Gabriel Tufeanu, Nicoleta Nicolicea, Cristian Nițulescu, Nagy Zoltan Levente), două voturi împotrivă (Valentin Nicolau și Sorin Burtea) și o abținere (Romina Gabriela Surugiu). În urma acestei decizii au apărut diverse reacții în presă și în mediul online.
Pe data de 16 august 2012, Asociația Română pentru Cultură, Educație și Normalitate - ARCEN - a organizat un protest împotriva desființării TVR Cultural in fața Ateneului Român. Printre protestatari s-au numărat: dirijorul Tiberiu Soare, regizorul Alexandru Solomon, producătoarea Ada Solomon, Valentin Nicolau, membru în Consiliul de Administrație al TVR, și angajați ai Televiziunii Române. Mai mulți angajați ai Televiziunii Române și membrii ai sindicatului reprezentativ din TVR, Sindicatul pentru Unitatea Salariaților TV (SPUSTV), 's-au întrebat unde sunt marii artiști ai României - care au avut primele lor apariții la Televiziunea Română - în acest moment 'în care se dorește ca televiziunea publică să fie pusă la pământ"'. 
Pe data de 15 septembrie 2012 angajați ai Televiziunii Române au decis "să conducă pe ultimul drum cum se cuvine", printr-un "priveghi", TVR Cultural. "Priveghiul" a avut loc lângă sediul Societății Române de Televiziune (SRTv) din București, de la ora 22.00 și s-a încheiat la ora 24.00, după ce a fost constatat "decesul" TVR Cultural. La "Priveghi" au fost prezente câteva zeci de persoane, în mare parte angajați ai Televiziunii Române, dar și telespectatori ai TVR Cultural, printre care și scriitorul Dan Mircea Cipariu . În anunțul făcut public pe Facebook se anunță: "Ce este - și ce va rămâne în amintire - TVR Cultural? Toți au stat deoparte și au privit cum o lume se sfârșește. Angajații Societății Române de Televiziune vor să îl conducă pe ultimul drum cum se cuvine. Măcar atât (sau 'decât atât', cum vom zice cu toții cât de curând dacă tocirea minților merge conform planului). Sâmbătă noaptea este momentul despărțirii. Să fim acolo pentru a aprinde o candelă!" .